# La gitana
|  | Per a altres significats, vegeu «La gitana, Isidre Nonell». |

La gitana és una escultura urbana coneguda a l'entrada del carrer Gascona (Oviedo), des del carrer Jovellanos, a la ciutat d'Oviedo, Principat d'Astúries, Espanya, és una de les més d'un centenar que adornen els carrers de l'esmentada ciutat espanyola. L'escultura, feta de bronze, és obra de Sebastián Miranda y Pérez-Herce, i està datada la seua inauguració l'any 2005. Es tracta d'una còpia moderna, de mida més gran que l'original, que es va dur a terme després de la mort de l'escultor, a petició de l'associació de sidreries del carrer Gascona, també conegut com a “Bulevard de la sidra”, a l'Ajuntament d'Oviedo un cop va adquirir els drets de reproducció de deu obres del cèlebre escultor, entre les quals es trobava aquesta. L'obra presenta una placa de bronze als peus en la qual es llegeix: "GITANA / SEBASTIAN MIRANDA / Oviedo / 1885 - 1975"